# サムエル・フォール
サムエル・フォール(Sir Samuel Falle、1919年2月19日 – 2014年2月20日) はイギリスの外交官、イギリス海軍の勲章付退役軍人。駐クウェート大使、駐スウェーデン大使、シンガポール・ナイジェリアの高等弁務官を歴任した。聖マイケル・聖ジョージ勲章、ロイヤル・ヴィクトリア勲章、殊勲十字章を受勲し、サーの称号を得ていた。

## 経歴

### 生い立ち
ジャージー島で生まれる。両親は島外に居住していたが、祖父は島の司祭を務めていた。
1928年から1936年にかけて、ヴィクトリア・カレッジのジャージー校に学んだ。このとき挑戦した「ボートでの島一周」が面接試験で評価され、海軍に採用される。

### 軍歴
1937年に練習艦「エレボス」乗艦、ポーツマスで教練に明け暮れる。同年6月にドイツ海軍兵学校（マリーネシューレ）を訪問し、（将来敵として戦うことになる）現地の幹部候補生らと交流した。同年7月にコペンハーゲンに寄港し、未来の妻となるメレテと出会う。同年秋に「ヴィンディクティヴ」に乗艦し、地中海各所を巡った。
1938年、旧式の戦艦「ロイヤル・オーク」配属となる。その後重巡洋艦「ケント」に乗務。1939年9月に第二次世界大戦が開戦。
デンマーク人のメレテとは1940年4月19日に結婚式を挙げる予定であったが、10日前のドイツによるデンマーク侵攻により延期を余儀なくされる。
1940年5月から駆逐艦「エンカウンター」配属。「エンカウンター」は空母「アーク・ロイヤル」の護衛任務やグロッグ作戦などを経て、1941年12月にシンガポールへ回航した。同月に日本とイギリスが開戦。
1942年3月1日の第二次ジャワ海海戦（第二次スラバヤ沖海戦）に参加し、「エンカウンター」は大日本帝国海軍によって撃沈されるが、工藤俊作が指揮する駆逐艦「雷」に救助され、捕虜となる（後述）。後にサムエルは"駆逐艦「エンカウンター」の受難を乗り越えた勇敢さ"を称えて殊勲十字勲章を授与された。
1945年9月の日本の降伏により捕虜生活から解放されて帰国すると、海軍のコネも使って直ぐにスウェーデンに向かってメレテと再会を果たした。同年12月8日にストックホルムで式を挙げている。
戦後、サムエルは軽巡洋艦「クレオパトラ」に配属されかけたが、語学を生かせる職種を希望し、1946年から英国占領地区民間管理局のドイツ語通訳として連合軍軍政期のドイツに派遣された。

### 外交官
1948年に海軍を辞し、12月1日から外務局（HMDS）に勤め、シーラーズ・テヘラン・ベイルート・バグダッドに派遣された。1961年から1963年にかけてはヨーテボリの総領事を務め、1963年から1967年に外務・英連邦省の国連部門長を務め、1967年にアデンに派遣されたエドワード・シャクルトンに随行した。
1967年から1969年にかけてクアラルンプールの副高等弁務官を務め、1969年から1970年にかけて駐クウェート大使、 1970年から1974年にかけてシンガポール高等弁務官、1974年から1977年にかけて駐スウェーデン大使、 1977年から1978年にかけてナイジェリアの高等弁務官を歴任した。外務省を辞めた後は、欧州委員会（EC）に勤め、1979年から1982年にかけてEC代表としてアルジェリアに派遣されている。その後、ザンビアへの欧州経済共同体（EEC）援助の評価、1986年のスワジランドへのスウェーデン援助などアフリカ開発援助のコンサルタントとして活動した。
サムエルは1964年の女王誕生記念叙勲で聖マイケル・聖ジョージ勲章3等とコンパニオンの勲位を与えられ、 1972年にロイヤル・ヴィクトリア勲章を受けてナイト爵を授けられた。更に1979年にイギリス新年叙勲で聖マイケル・聖ジョージ勲章2等とナイト・コマンダーを与えられた。またスウェーデン王国から1975年に北極星勲章を授与されている。

### 「雷」の敵兵救助
1987年に国際的な影響力が大きいアメリカ海軍の機関誌『プロシーディングス』の新年号に「武士道（Chivalry）」と題する工藤艦長を讃えた7ページにわたる投稿文を掲載し、1998年4月29日にも「雷」の敵兵救助をタイムズ紙に投稿して「友軍以上の丁重な処遇を受けた」と強調した。天皇・皇后による訪問を翌5月に控えていたタイムズ掲載当時のイギリスでは、旧日本軍による虐待を受けたとする元捕虜たちが日本国からの賠償や天皇による謝罪或いはその訪欧阻止を訴える動きがあったが、このサムエルの投稿文によって反日感情が和らげられたとされる。
『プロシーディングズ』への投稿は、防衛庁の『防衛アンテナ』で紹介されるなど、日本でも反響を呼んだ。「雷」の砲術長であった田上俊三がこれを読み、防衛庁駐英武官を通じてサムエルに接触した。サムエルは1998年と2003年に、訪欧した田上と直接交流している。サムエルも2003年に訪日し、海上自衛隊の観艦式に招かれ護衛艦「いかづち」に乗艦（艦長から記念の額と艦名入りの帽子を寄贈されている）した後、稚内にある田上の自宅を訪問した。なお、田上は「雷」の艦上で既にサムエルと交流していたと主張しているが、サムエルの回顧録にはそのような記述はない。
大戦中に自分や戦友たちを助けた工藤艦長に非常に感謝していたサムエルは、惠隆之介ら支援者の助けにより彼の墓を見つけ出し、2008年12月7日に工藤が眠る埼玉県川口市の薬林寺境内を訪ねて66年9か月ぶりの「再会」を果たした。工藤は謙虚であったため敵兵救助のことを家族にも話すことなく他界しており、遺族らがこの事実を知ったのはサムエルの訪問によってであった。心臓病を患い心身ともに限界が迫るサムエルの訪問は、駐日英国海軍武官のチェルトン大佐や護衛艦「いかづち」の艦長以下乗員らによって見守られた。
サムエルはそれから5年後の2014年2月20日にこの世を去った。

## 海軍従軍と「雷」との出会い
スラバヤ沖海戦で撃沈された「エンカウンター」のサムエルを含む乗組員らは、その後21時間にわたり海上を漂流していた。そこへ敵国の駆逐艦「雷」が現れた。「日本人は未開で野蛮」という先入観を持っていたサムエルはこのとき死を覚悟したが、意外にも「雷」は艦長の工藤俊作の指示のもと救助活動を開始し、サムエルも生命の危機を脱した。「諸君は果敢に戦われた。今、諸君は大日本帝国海軍の大切な賓客である。私は英国海軍を尊敬するが、日本に戦いを挑む貴国政府は実に愚かである」とあいさつした工藤艦長の計らいにより、「英国潜水艦」に発見されないよう日没の喫煙を禁じられたほかはほぼ拘束もされず、温かいもてなしを受けた。
サムエルは翌日に工藤艦長と敬礼を交わしながらオランダ病院船「オプテンノール」に移乗され、その後の3年と半年の間を捕虜として過ごした。

## 捕虜生活
- 「雷」と別れた後の「オプテンノール」の航海では清潔なシーツが敷かれた病室をあてがわれ、「快適至極」であった。ただし、捕虜に十分にいきわたるほどの食糧は用意されていなかった[19]。
- 「オプテンノール」を降りて最初に入った収容所はスラウェシ島マカッサルにあった。
  - 建物はまあまあだったがベッドがなく、食事は満足には程遠かったが生きていける程度だった[6]。
  - 日本軍の看守に銃剣を押しつけられ、恐怖を押し殺して無表情で相手を見つめると、彼はにやりと笑い立ち去った。「ジャパニーズ・ジョーク」だった[6]。
  - 看守らは収容者の人数も数えておらず比較的捕虜らに寛容であったことから、捕虜らは日本軍はジュネーブ協定（脱走者が再度捕まっても30日間の独房監禁で済む）を順守するものと楽観視し、脱出の計画を立てた。オランダ人将校が現地の漁船を使った脱走を立案し、収容所までの道中で日の丸を振って白人に敵意を向けるインドネシア人らを目の当たりにしたサムエルは懸念を示したが、その将校はあくまで楽観的であった。しかし、実行に移す直前に別のオランダ人のグループがインドネシア人の裏切りにより脱走に失敗し同室の者たちを含めて処罰を受けたことから、サムエルらは計画を断念した。インドネシア人らはやはり日本軍の味方であり、日本軍もそのことを知っていたので収容所には有刺鉄線がなく、見張りも厳しくなかった[6]。
  - 脱走をあきらめた後は、イギリス人・オランダ人・アメリカ人・インドネシア人が集まる収容所の環境を利用して、様々な外国語を学び、自身の語学の才能に気づいた[6]。
  - 捕虜をしばしば殴る粗暴な看守が1人おり、捕虜たちは彼を「金歯」と呼んでいた。サムエルの親友である「エクセター」の機関員が仲間の病人の為に食料を隠し持っていたことが発覚すると、「金歯」は棒で彼を204回も殴った。戦後、「金歯」は戦犯として絞首刑に処された[6]。
  - 収容所を訪れた東京の日本人記者のインタビューを受けた際、両親あてに「私は日本軍の捕虜になっています。日本人はわれわれを大事に扱っています。外国語習得に励んでいます。メレテによろしく。愛をこめて、サムより。」と伝言を頼んだ。その記者の計らいにより東京から発信された無線はロンドンのアマチュア無線家がキャッチし、彼はサムエルの両親に電話してくれた[6]。
- 次にサムエルは他の「エクセター」と「エンカウンター」の乗員ら200人とともにパマラに移送された。
  - 待遇はまあまあであったが、収容所は竹と椰子の葉で作られたもので、ネズミに食料や身体を齧られて閉口した[6]。
  - 港の設営工事に従事させられたが、そこまで酷使はさせられなかった[6]。
  - 日曜日は看守らとバレーボールをしていた[6]。
  - その後、マラリアと赤痢が蔓延し、サムエルもマラリアに罹患した。パマラへの移送から8か月後には、16人の捕虜が死亡し、働けるものは16人しかいなくなっていた。死者は敬意をもって軍葬の礼で葬られた[6]。
- サムエルはほかの捕虜たちとともに再びマカッサルに送り返された。
  - このとき「金歯」は意外にも病身の捕虜たちを温かく迎え、病室にも見舞いに来た[6]。
- 1943年9月、ジャワ島へ移送される。
  - バタヴィアの収容所に立ち寄ったのち、バンドンの丘にある収容所に入れられた[6]。
  - バンドンに入れられた捕虜は将校のみで、広々とした仮設小屋が用意されネズミもいない「最高の収容所」であった。図書館があり労働もさせられず、食料も十分だった[6]。
  - 収容された兵舎小屋での正規の将校はサムエルのみで指揮をとらされることなったが、他の捕虜はもともと民間で高い地位にいた年長者らで取り扱いに苦労した[6]。
  - イギリス空軍の軍医に「ヒ素」を注射してもらい、マラリアを克服した[6]。
  - ここでも様々な背景をもつ捕虜たちに語学を教えてもらった[6]。
  - 日本の収容所に送られる捕虜に選ばれて健康状態の確認をされたが、小さな傷のために足の指に包帯が巻かれているのを見つけた看守に「不適格」と外された。「適格」とされた捕虜たちを乗せた船はその後日本に向かう途中で沈没して生存者はなく、結果的に命拾いをした[6]。
- 1945年6月、「オプヴィーヂングス・ゲスティヒト（オランダ語版）」と呼ばれる、バンドン内にある非行青年の更生施設（地方少年院[20]）を転用した収容所に移送される。
  - ここにはジャワ島中から集められた捕虜たちが押し込まれ、これまで続けていた勉強もままらならなくなった[6]。
  - 収容所の堀の周りに沿って「深い穴」を掘らされた。捕虜たちも感づいていたが、それは捕虜をまとめて殺害した時に使用するための巨大な墓穴であった。日本軍は連合軍がジャワ島に上陸するか11月1日を迎えた時点で計画を実行に移すつもりであったが、幸いにもその前に終戦を迎える[6]。
  - 8月15日から数日して、収容所の所長が捕虜の将校たちを集め「皆さん[注釈 1]、天皇陛下が、これ以上の流血の惨事を防ぐために、戦争終結の英断を下された。皆さんは自由の身です」と英語で演説した後、「次は勝つ！」と付け加えた[6]。
- 9月中旬に迎えの戦車揚陸舟艇に乗ってシンガポールに向かい、インド総督ルイス・マウントバッテンの歓迎を受けた後、帰国の途に就いた。リバプールに入港したのは10月29日であった[6]。

## 著書
- 自伝： My Lucky Life　In War, Revolution, Peace and Diplomacy. Book Guild Publishing Ltd. (1996-8). ISBN 978-1857761214
  - 邦訳：中山理・先田賢紀智 訳『ありがとう武士道　第二次大戦中、日本海軍駆逐艦に命を救われた英国外交官の回想』麗澤大学出版会、2009年8月。ISBN 978-4892055812。